# 志摩市歴史民俗資料館

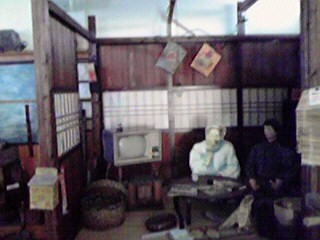
旧志摩市立磯部郷土資料館の館内（おばあちゃんの家）

志摩市歴史民俗資料館（しましれきしみんぞくしりょうかん）は三重県志摩市にある郷土史博物館。
ここでは建物を共有する志摩市役所磯部支所・志摩市磯部生涯学習センター・志摩市立図書館磯部図書室、前身の志摩市立磯部郷土資料館についても記述する。

## 概要
歴史民俗資料館・磯部図書室・磯部生涯学習センター・志摩市役所磯部支所の4つの機能が1つの建物の中に納まっている。建物は市町村合併前の磯部町が役場新庁舎として建設を開始した施設で、磯部町が志摩市に市町村合併後の2005年（平成17年）2月22日に竣工した。

### 歴史民俗資料館
建物1階北側（1階正面玄関より向かって左側）に設置。
「志摩の暮らしや文化を保存し、宝物を展示することによって、市民共有の財産として、後世に伝える」ことを目的とする。あけぼの（考古資料）、まつり（民俗文化財）、くらし（民具など）、生業（仕事、回想法（昭和の暮らし）の5つのコーナーからなる。
開館記念イベントとして、三重県立博物館の移動展示会「海の恵みとにぎわい〜英虞湾と熊野灘から」が行われ、「海を支える森」、「英虞湾の干潟の自然」、「エビ網漁のにぎわい」、「熊野灘にすむクジラたち」の4章に分けて展示された。
2016年3月2日、当館所蔵品（一部は迫塩収蔵庫で保管）のうち3,828点が「志摩半島の生産用具及び関連資料」として日本国の登録有形民俗文化財に登録を受けた。登録された生産用具の多くは志摩民俗資料館から引き継いだ農耕・漁労に関する生産用具であり、賢島にあった国立真珠研究所（増養殖研究所の前身の1機関）から引き受けた資料をも含んでいる。

### 磯部図書室
建物1階南側（1階正面玄関より向かって右側）に設置。
- 蔵書数：14,056冊（平成7年度）→30,832冊（平成18年度）→31,968冊（2008年3月31日現在）
- 貸出冊数：16,288冊（平成20年度）
- 施設概要：一般開架室、事務室、書庫、文庫コーナー
- 利用方法・条件：志摩市立図書館#利用案内を参照。

### 磯部生涯学習センター
建物2階北側（歴史民俗資料館の真上）に設置。2005年（平成17年）2月22日に竣工し、同年3月3日にジャズボーカルグループ「BREEZE」（メンバーの小菅けいこが志摩市磯部町出身）を迎えて開館記念コンサートが開かれた。
- 施設概要：多目的ホール（400人収容）、控え室、和室、実習室

### 志摩市役所磯部支所
建物2階南側（磯部図書室の真上）に設置。
- 設置係：地域振興係（総務・税務収納・地域振興）、市民サービス係（住民窓口）、志摩市教育委員会磯部分室

## 文化財

### 三重県指定文化財
- 有形文化財
  - 埴製枕（考古資料） - 1995年（平成7年）3月13日指定[7]。
  - 鹿角装大刀（考古資料） - 2002年（平成14年）3月18日指定[7]。

### 志摩市指定文化財
- 有形文化財
  - 下之郷村水帳（文禄3年） 2冊（古文書） - 1999年（平成11年）12月24日指定[7]。
  - 沓掛村祷屋文書 2冊（古文書） - 1999年（平成11年）12月24日指定[7]。
  - 和同開珎 2枚（考古資料） - 1994年（平成6年）11月29日指定[7]。
  - 画文帯環状乳神獣鏡（考古資料） - 1996年（平成8年）12月6日指定[7]。
  - 高札 5枚（歴史資料） - 1980年（昭和55年）3月31日指定[7]。
- 有形民俗文化財
  - 大的矢の日和山方位石 - 1994年（平成6年）11月29日指定[7]。
  - 小的矢の日和山方位石 - 1994年（平成6年）11月29日指定[7]。

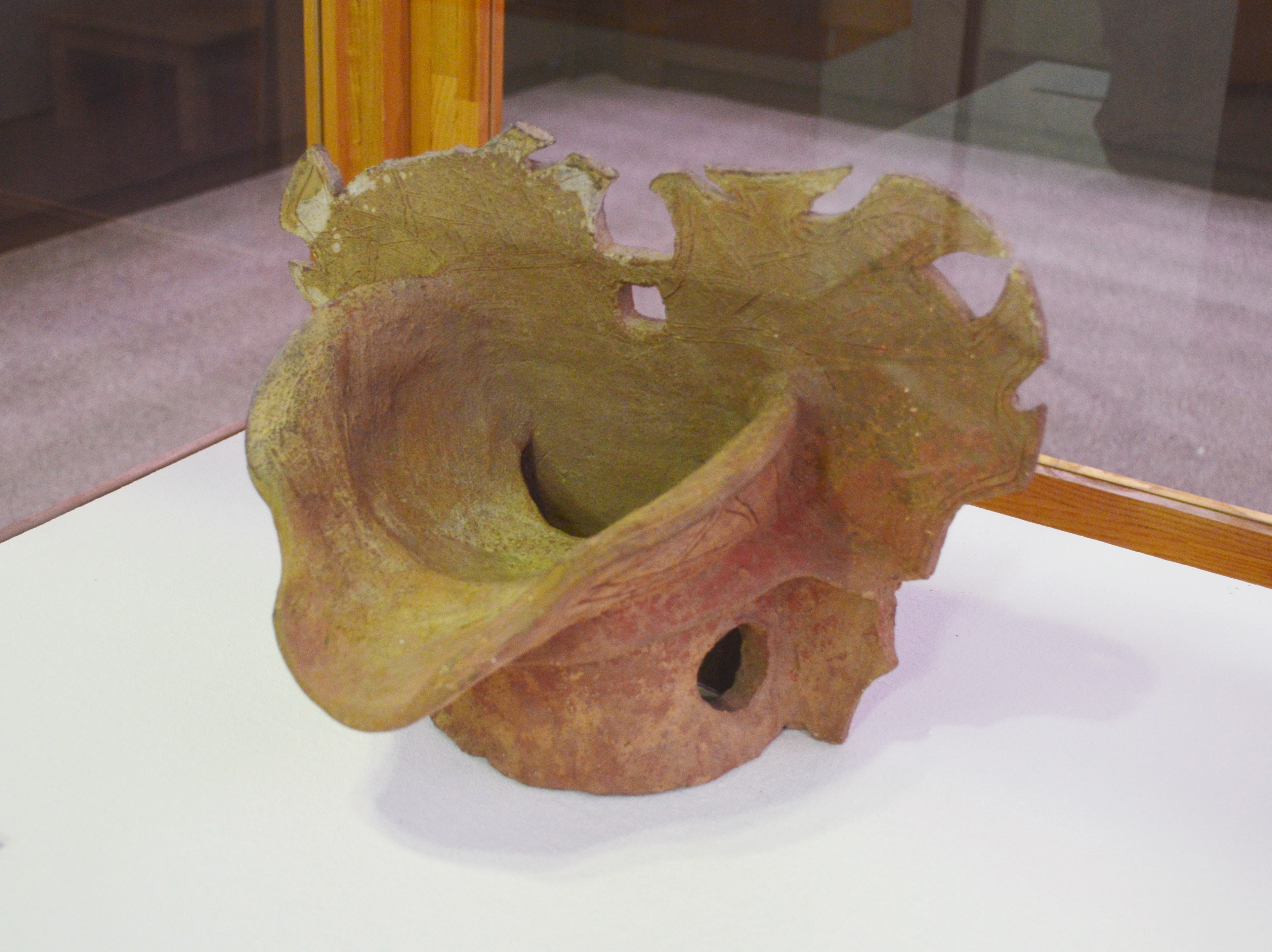
埴製枕
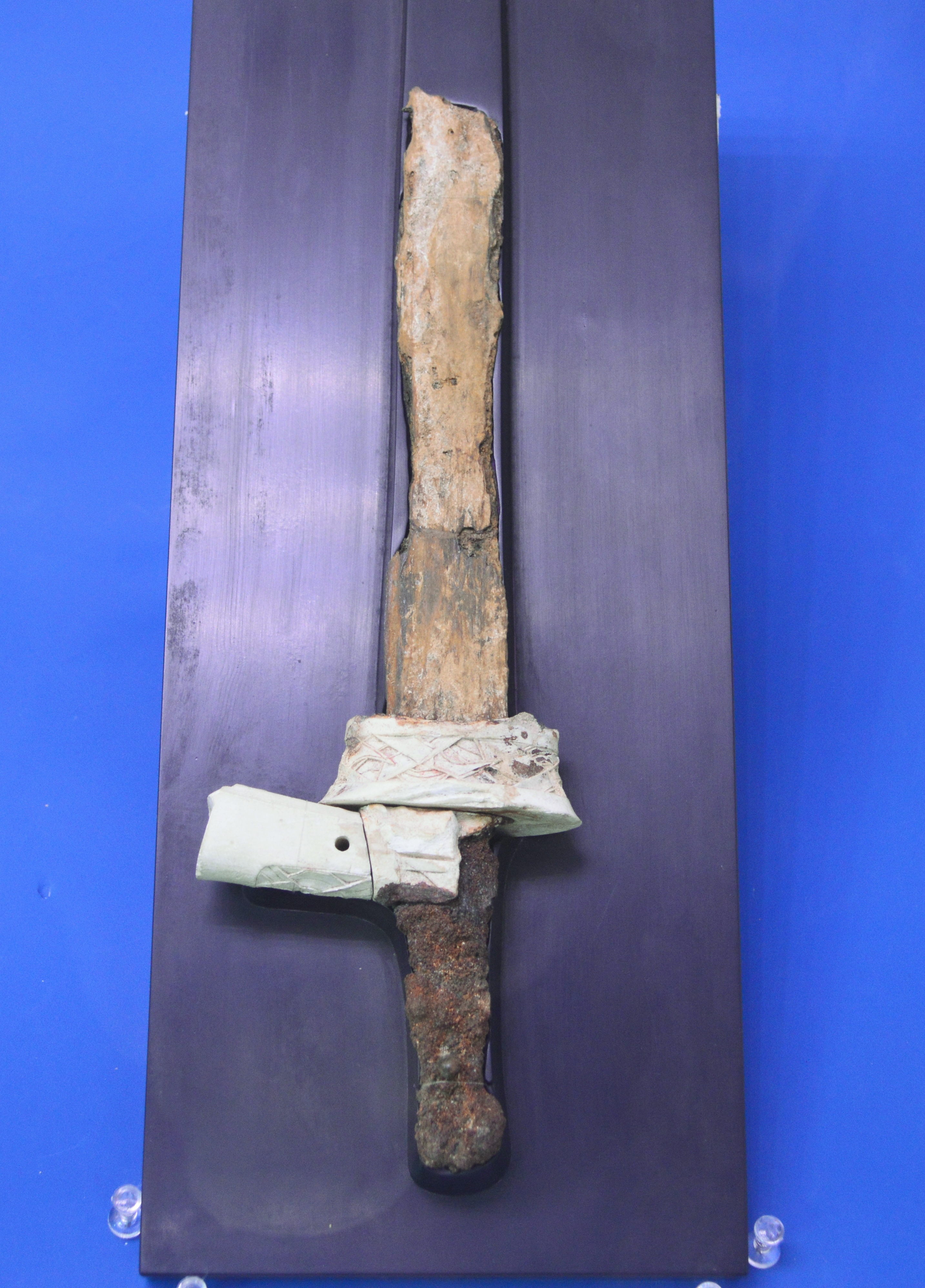
鹿角装大刀
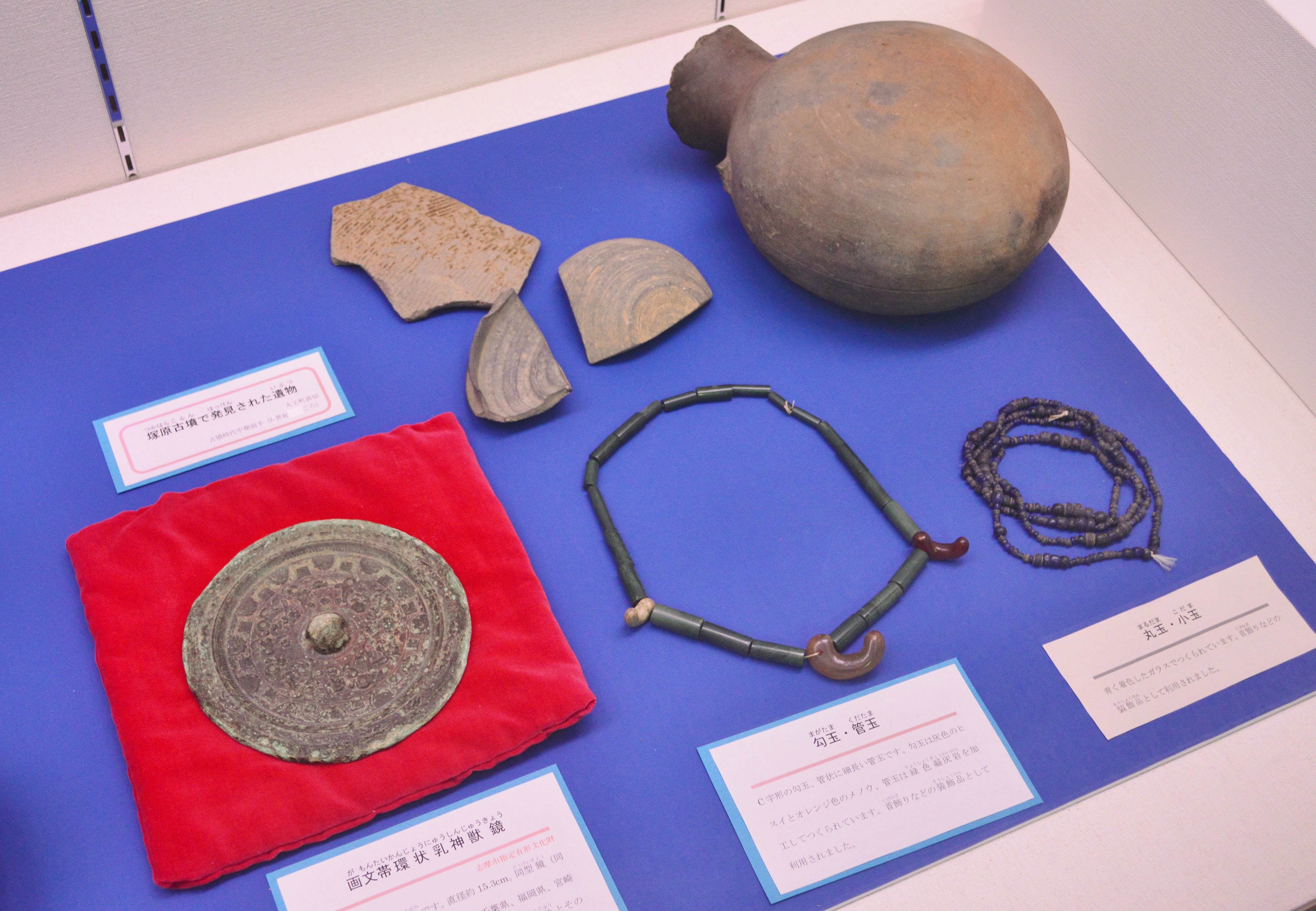
塚原古墳出土品 画文帯環状乳神獣鏡は志摩市指定文化財。

## 沿革
- 1914年（大正3年）10月31日 - 度会郡神原村立第二簡易図書館が成基尋常高等小学校に設置される。蔵書数：235冊、閲覧人数：496人（昭和12年度）。
- 1924年（大正13年）
  - 7月20日 - 磯部村立磯部図書館を磯部尋常高等小学校（現、志摩市立磯部小学校）内に設置。蔵書数：905冊、閲覧人数：809人（昭和12年度）。
  - 7月28日 - 的矢村立的矢図書館を的矢尋常高等小学校内に設置。蔵書数：991冊、閲覧人数：3,256人（昭和12年度）。
- 1957年（昭和32年）6月 - 磯部公民館に図書室を設置。
- 1960年（昭和35年）4月1日 - 戦前までの3館を統合し図書館法に基づく磯部町立図書館を設置。町立の図書館としては三重県下初。図書は3館から集め、蔵書数は約2,700冊であった。
  - 統合によって図書利用に不便が生じたため、移動巡回図書館を実施。当時としては画期的なものとしてNHKで放送された。
- 1989年（平成元年）5月12日 - 図書館改築工事が完了、郷土資料館を併設。
  - 翌1990年（平成2年）、中断していた巡回文庫を再開。
- 2004年（平成16年）10月1日 - 平成の大合併による志摩市誕生により、志摩市立磯部図書館及び志摩市立磯部郷土資料館に改称。
- 2010年（平成22年）4月1日 - 志摩市立磯部図書館が磯部図書室に降格。
- 2012年（平成22年）7月24日 - 磯部郷土資料館を改組、発展させて志摩市歴史民俗博物館が開館[5]。これに合わせて、志摩市立阿児資料館が閉館[8]。
- 2016年（平成28年）3月2日、歴史民俗資料館の所蔵品のうち、3,828点が「志摩半島の生産用具及び関連資料」として日本国の登録有形民俗文化財に登録を受ける[6]。

## 旧磯部郷土資料館

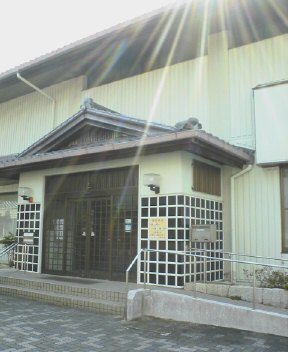
旧志摩市立磯部郷土資料館

1957年（昭和31年）9月22日に移転した磯部町役場跡地に設置されていた。磯部町の歴史・民俗・地理に関するものが展示されており、国の重要無形民俗文化財に指定されている磯部の御神田に関する展示が詳しかった。東側の1区画は企画展示コーナーになっており、様々な企画展示がなされていた。通常は資料保護のため消灯しており、見学時は1階の事務室に申し出ると電気をつけてくれた。
- 所在地：三重県志摩市磯部町迫間4番地北緯34度22分31秒 東経136度48分17秒 / 北緯34.37528度 東経136.80472度
- 1階：磯部図書室（児童書コーナー、一般開架室、事務室、書庫、視聴覚室兼研修室、文庫コーナー、便所）
- 2階：磯部郷土資料館
- 休館日：月曜日、月末木曜日、特別整理期間（2月1日〜2月11日）、年末年始（12月28日〜1月4日）
- 延床面積：673.02m2[10]
- 駐車場：あり（11台）
- 建物は第一設計の設計、磯部建設工業の施工[11]。
- 屋外施設 - 倉庫棟、旧磯部町史編纂室、屋外展示（丸型ポスト、的矢日和山方位石〔志摩市指定文化財〕、石道標）

## 周辺
三重交通磯部バスセンターより徒歩約10分、近鉄志摩線志摩磯部駅より徒歩約15分のところにある。
- 志摩市消防本部磯部分署 - 当館南側に2024年（令和6年）9月に開署[13]。
- 佐美長神社
- 鳥羽志勢広域連合事務所
- 志摩市立磯部幼保園・磯部小学校・磯部中学校
- 三重県立志摩高等学校